# Melaleuca decussata
Melaleuca decussata är en myrtenväxtart som beskrevs av Robert Brown. Melaleuca decussata ingår i släktet Melaleuca och familjen myrtenväxter. Inga underarter finns listade i Catalogue of Life.

## Bildgalleri

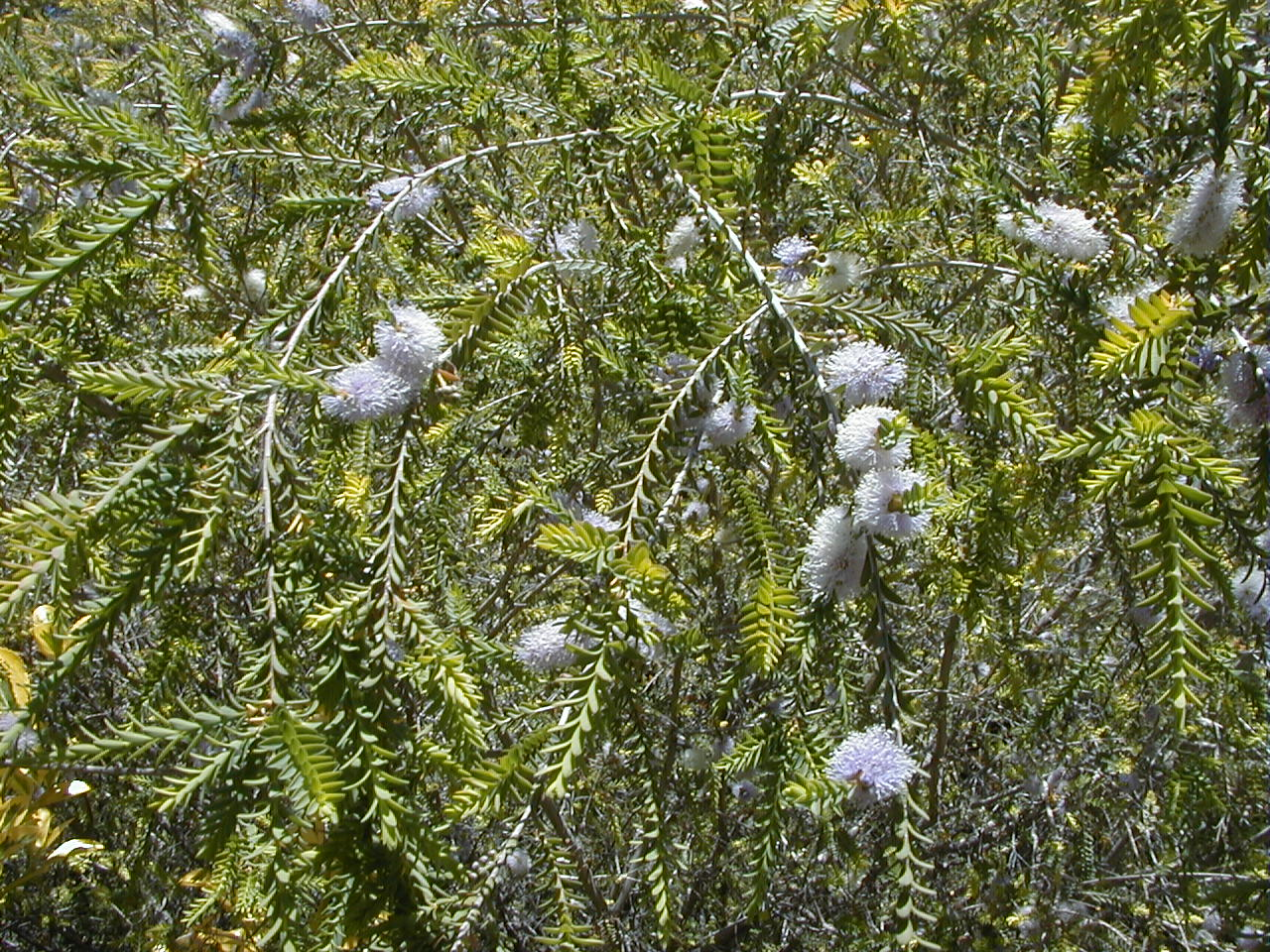
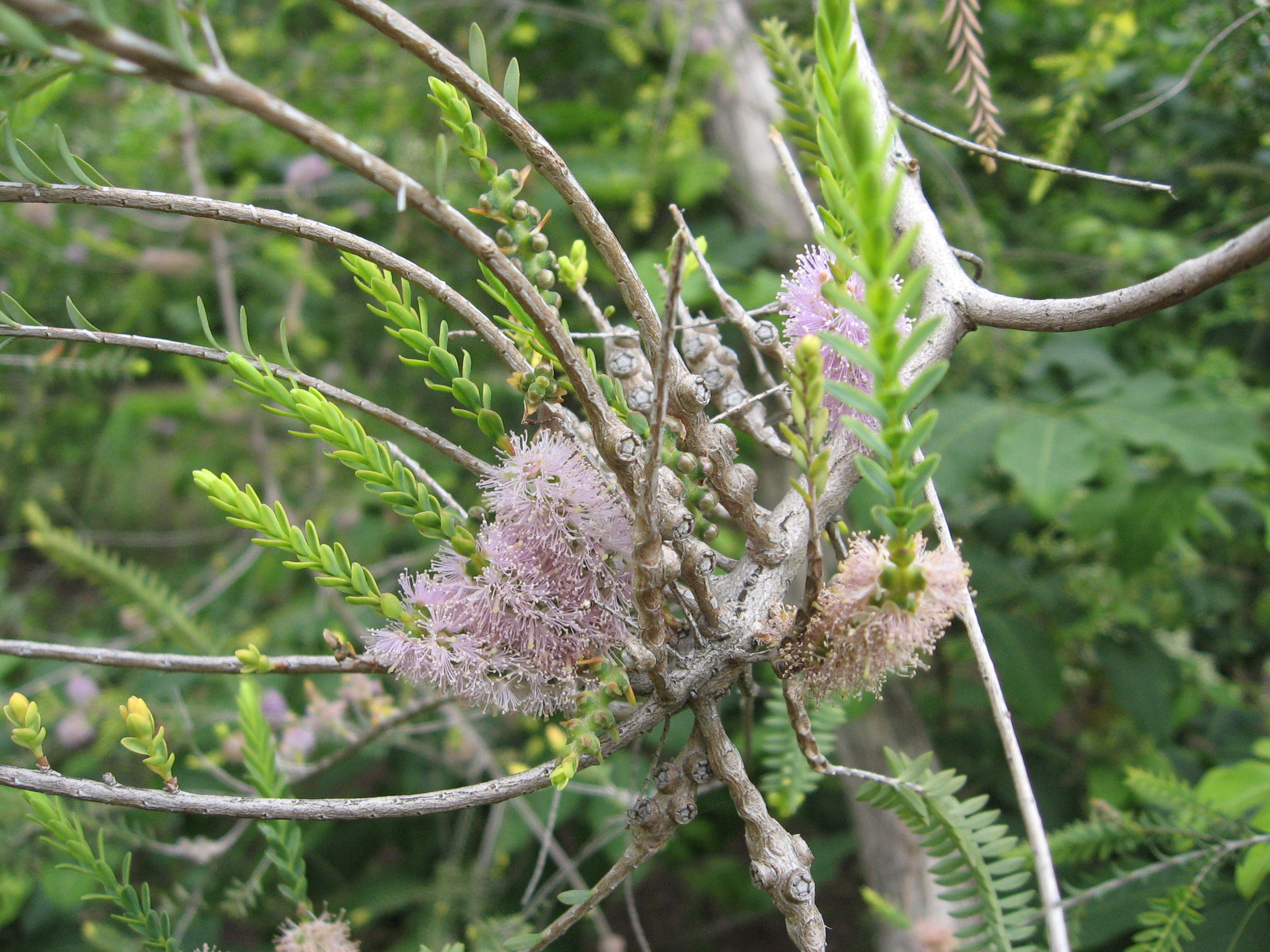